# Governatorato Generale
Il Governatorato Generale (per esteso: Governatorato Generale per le aree occupate della Polonia; in tedesco Generalgouvernement für die besetzten polnischen Gebiete; in polacco Generalne Gubernatorstwo, in ucraino Генеральна губернія?) fu una zona di occupazione tedesca istituita dopo l'invasione della Polonia da parte della Germania nazista, della Slovacchia e dell'Unione Sovietica nel 1939 all'inizio della seconda guerra mondiale. La Seconda Repubblica Polacca appena occupata venne divisa in tre zone: il Governatorato Generale al centro, le aree polacche annesse alla Germania nazista a ovest e le aree polacche annesse all'Unione Sovietica a est. Il territorio venne notevolmente ampliato nel 1941, dopo l'invasione tedesca dell'Unione Sovietica, per includere il nuovo distretto della Galizia. L'area del Generalgouvernement corrispondeva all'incirca alla parte austriaca della Confederazione polacco-lituana dopo la terza spartizione della Polonia nel 1795.
La base per la formazione del Governatorato Generale era il "decreto di annessione sull'amministrazione dei territori polacchi occupati". Annunciato da Hitler l'8 ottobre 1939, affermava che il governo polacco era completamente crollato. Questa logica venne utilizzata dalla Corte suprema tedesca per riassegnare l'identità di tutti i cittadini polacchi come soggetti apolidi, con l'eccezione della minoranza tedesca della Polonia tra le due guerre—che, ignorando il diritto internazionale, vennero nominati gli unici cittadini legittimi della Germania nazista.
Il Governatorato Generale era gestito dalla Germania come unità amministrativa separata per scopi logistici. Quando le forze della Wehrmacht invasero l'Unione Sovietica nel giugno 1941 (operazione Barbarossa), l'area del Governatorato Generale venne ampliata con l'inclusione delle regioni polacche precedentemente annesse all'URSS. In pochi giorni la Galizia orientale venne invasa ed incorporata nel distretto della Galizia. Fino al 1945, il Governatorato Generale comprendeva gran parte della Polonia centrale, meridionale e sud-orientale all'interno dei suoi confini prebellici (e dell'odierna Ucraina occidentale), comprese le principali città polacche di Varsavia, Cracovia, Leopoli, Lublino (vedi Riserva di Lublino), Ternopil' (vedi storia del ghetto di Tarnopol), Stanisławów (ora Ivano-Frankivs'k, ribattezzata Stanislau; vedi ghetto di Stanisławów), Drohobyč e Sambir (vedi ghetti di Drohobyč e Sambir) ed altre. Le località geografiche ebbero toponimi tedeschi.
L'amministrazione del Governatorato Generale era composta interamente da funzionari tedeschi, con l'intento che l'area fosse colonizzata da coloni germanici che avrebbero ridotto la popolazione polacca locale al livello di servi prima del loro eventuale genocidio. I governanti nazisti tedeschi del Generalgouvernement non avevano intenzione di condividere il potere con la gente del posto durante la guerra, indipendentemente dalla loro etnia e dal loro orientamento politico. Le autorità raramente menzionavano il nome Polonia nella corrispondenza legale. L'unica eccezione era la Banca d'emissione in Polonia del Governatorato Generale (in polacco Bank Emisyjny w Polsce, in tedesco Emissionbank in Polen).

## Storia

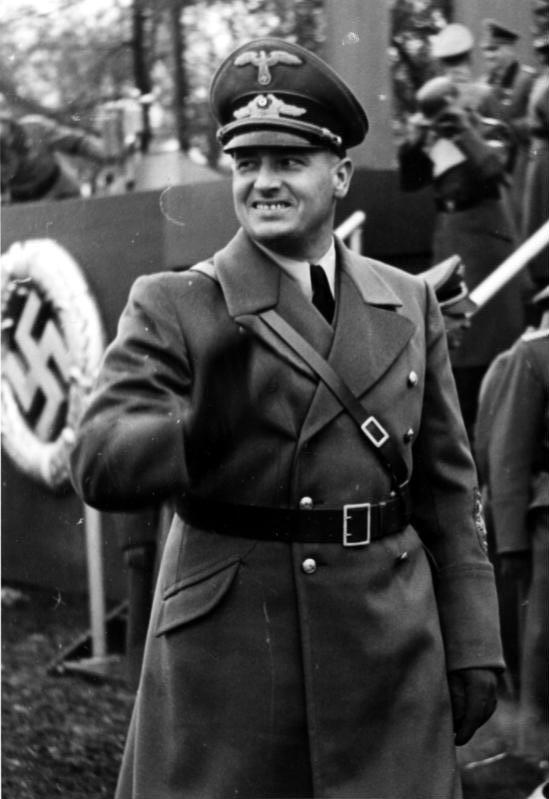
Hans Frank, capo del Governatorato Generale, a una parata della polizia a Cracovia durante l'occupazione tedesca della Polonia

Dopo l'attacco alla Polonia da parte della Germania, tutte le aree occupate dall'esercito tedesco, inclusa la Città libera di Danzica, inizialmente passarono sotto il controllo dell'esercito. Quest'area si estendeva dal confine orientale della Germania vera e propria del 1939 e della Prussia Orientale fino al fiume Bug, dove le armate tedesche avevano fermato la loro avanzata e si erano riuniti con l'Armata Rossa sovietica in conformità con il loro patto segreto contro la Polonia.
Il patto Molotov-Ribbentrop firmato il 23 agosto 1939 aveva promesso il vasto territorio tra i fiumi Vistola e Bug alla "sfera d'influenza" sovietica nella Polonia divisa, mentre le due potenze avrebbero governato congiuntamente Varsavia. Per risolvere la deviazione dall'accordo originale, i rappresentanti tedeschi e sovietici s'incontrarono nuovamente il 28 settembre per delineare un confine permanente tra i due Paesi. Ai sensi di questa versione rivista del patto, il territorio in questione venne scambiato per l'inclusione nella sfera sovietica della Lituania, che originariamente rientrava nell'ambito della Germania. Con il nuovo accordo l'intera parte centrale della Polonia, compresa l'area centrale etnica dei polacchi, passò sotto il controllo esclusivamente tedesco.
Hitler decretò l'annessione diretta al Reich tedesco di grandi parti del territorio polacco occupato nella metà occidentale della zona tedesca, al fine di aumentare il Lebensraum. La Germania organizzò la maggior parte di queste aree come due nuovi Reichsgaue: Danzica-Prussia Occidentale e Wartheland. Le restanti tre regioni, le cosiddette aree di Zichenau, l'Alta Slesia orientale e il triangolo di Suwałki, vennero annesse all'adiacente gau della Germania. Vennero introdotte misure draconiane sia dall'RKF che dall'HTO, per facilitare l'immediata germanizzazione del territorio annesso, con conseguenti espulsioni di massa, specialmente nel Warthegau. Le restanti parti dell'ex Polonia sarebbero diventate una Nebenland tedesca (marca, terra di confine) come posto di frontiera del dominio tedesco a est. Un decreto del Führer del 12 ottobre 1939 istituì il Governatorato Generale; il decreto entrò in vigore il 26 ottobre 1939.
Hans Frank venne nominato governatore generale del Governatorato Generale. Le autorità tedesche fecero un netto contrasto tra il nuovo territorio del Reich e uno Stato superstite presumibilmente occupato, che poteva servire da merce di scambio con le potenze occidentali. I tedeschi stabilirono un confine chiuso tra le due zone tedesche per aumentare la difficoltà di comunicazione transfrontaliera tra i diversi segmenti della popolazione polacca.
Il nome ufficiale scelto per la nuova entità fu Generalgouvernement für die besetzten polnischen Gebiete (Governatorato Generale per le aree occupate della Polonia), poi cambiato in Generalgouvernement (Governatorato Generale) con decreto di Frank del 31 luglio 1940. Tuttavia, questo nome non implicava nulla sulla natura effettiva dell'amministrazione. Le autorità tedesche non considerarono mai queste terre polacche (a parte il breve periodo d'amministrazione militare durante l'effettiva invasione della Polonia) come un territorio occupato. I nazisti ritenevano che lo stato polacco avesse effettivamente cessato di esistere con la sua sconfitta nella campagna di settembre.
Complessivamente, 4 milioni della popolazione del 1939 dell'area del Governatorato Generale avevano perso la vita quando le forze armate sovietiche entrarono nell'area alla fine del 1944. Se la resistenza polacca avesse ucciso un tedesco, 50-100 polacchi sarebbero stati giustiziati dalla polizia tedesca come punizione e come monito per gli altri polacchi. Anche la maggior parte degli ebrei, forse fino a due milioni, vennero arrestati e assassinati.

## Intenzioni tedesche sulla regione

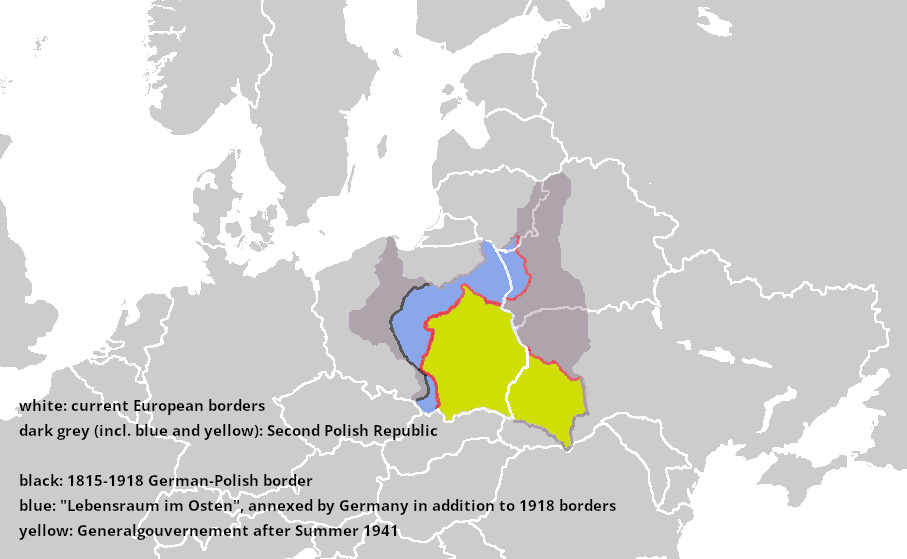
Mappa del Generalgouvernement (giallo) rispetto alla Seconda Repubblica Polacca (grigio scuro), ai confini odierni (bianchi), al confine tedesco-polacco del 1918 (nero) e alle aree annesse dalla Germania nazista (blu)

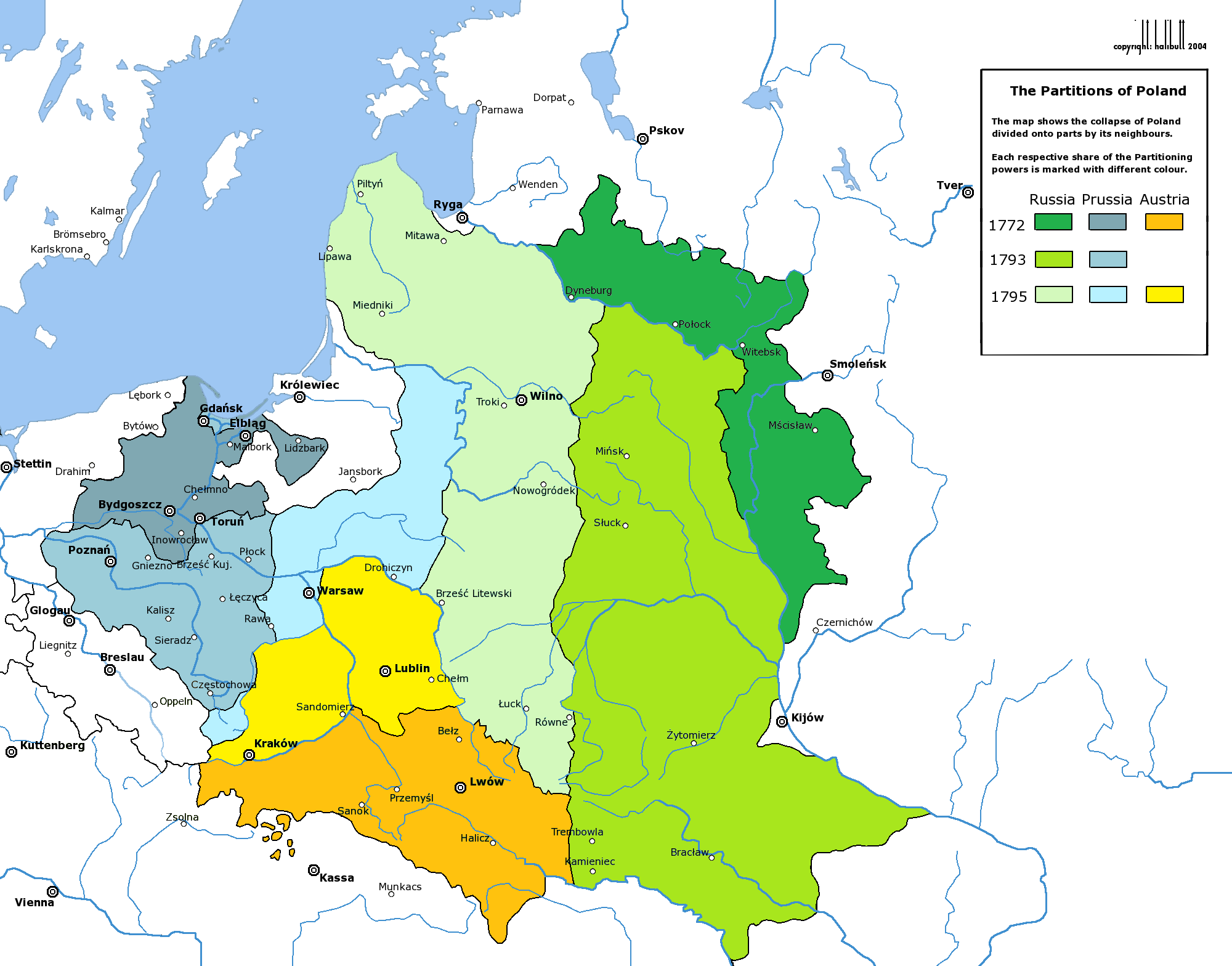
Le aree arancioni e gialle dell'ex parte austriaca dopo la terza divisione della Confederazione polacco-lituana nel 1795 corrispondono approssimativamente al Governatorato Generale

La conversione di Varsavia in una "città modello" venne pianificata nel 1940 e successivamente, in modi simili alla conversione di Berlino. Nel marzo 1941 Hans Frank informò i suoi subordinati che Hitler aveva preso la decisione di "trasformare questa regione in un'area puramente tedesca entro 15-20 anni". Spiegò: "L'area dove ora vivono 12 milioni di polacchi deve essere popolata da 4 a 5 milioni di tedeschi. Il Generalgouvernement deve diventare tedesco come la Renania." Nel 1942 Hitler e Frank avevano concordato che i distretti di Cracovia ("con la sua capitale puramente tedesca") e Lublino sarebbero stati le prime aree da ripopolare per i coloni tedeschi. Particolare di queste affermazioni è la circostanza che non c'erano abbastanza coloni tedeschi nemmeno per rendere il Wartheland "tedesco come la Renania". Secondo le note di Martin Bormann, la politica tedesca prevedeva di ridurre i polacchi di classe inferiore allo status di servi della gleba, mentre deportava o eliminava in altro modo le classi medie e alte e alla fine li sostituiva con coloni tedeschi della "razza padrona".
I burocrati tedeschi elaborarono vari piani riguardanti il futuro della popolazione originaria. Uno prevedeva la deportazione di circa 20 milioni di polacchi nella Siberia occidentale e la germanizzazione di 4-5 milioni; sebbene la deportazione in realtà significasse che molti polacchi dovevano essere messi a morte, un piccolo numero sarebbe stato "germanizzato" e giovani polacchi di qualità desiderabili sarebbero stati rapiti e cresciuti in Germania. Nel Governatorato Generale, tutta l'istruzione secondaria venne abolita e tutte le istituzioni culturali polacche vennero chiuse.
Nel 1943, il governo scelse l'area di Zamość per un'ulteriore germanizzazione a causa del suo fertile suolo nero e vennero pianificati insediamenti coloniali tedeschi. Zamość venne inizialmente ribattezzata dal governo in Himmlerstadt (Città di Himmler), successivamente modificata in Pflugstadt (Città dell'Aratro), entrambi i nomi non vennero implementati. La maggior parte della popolazione polacca venne espulsa dalle autorità di occupazione naziste con documentata brutalità. Himmler intendeva che la città di Lublino avesse una popolazione tedesca dal 20% al 25% entro l'inizio del 1944 e dal 30% al 40% entro l'anno successivo, momento in cui Lublino doveva essere dichiarata città tedesca e ricevere un sindaco tedesco.

### La dissezione territoriale

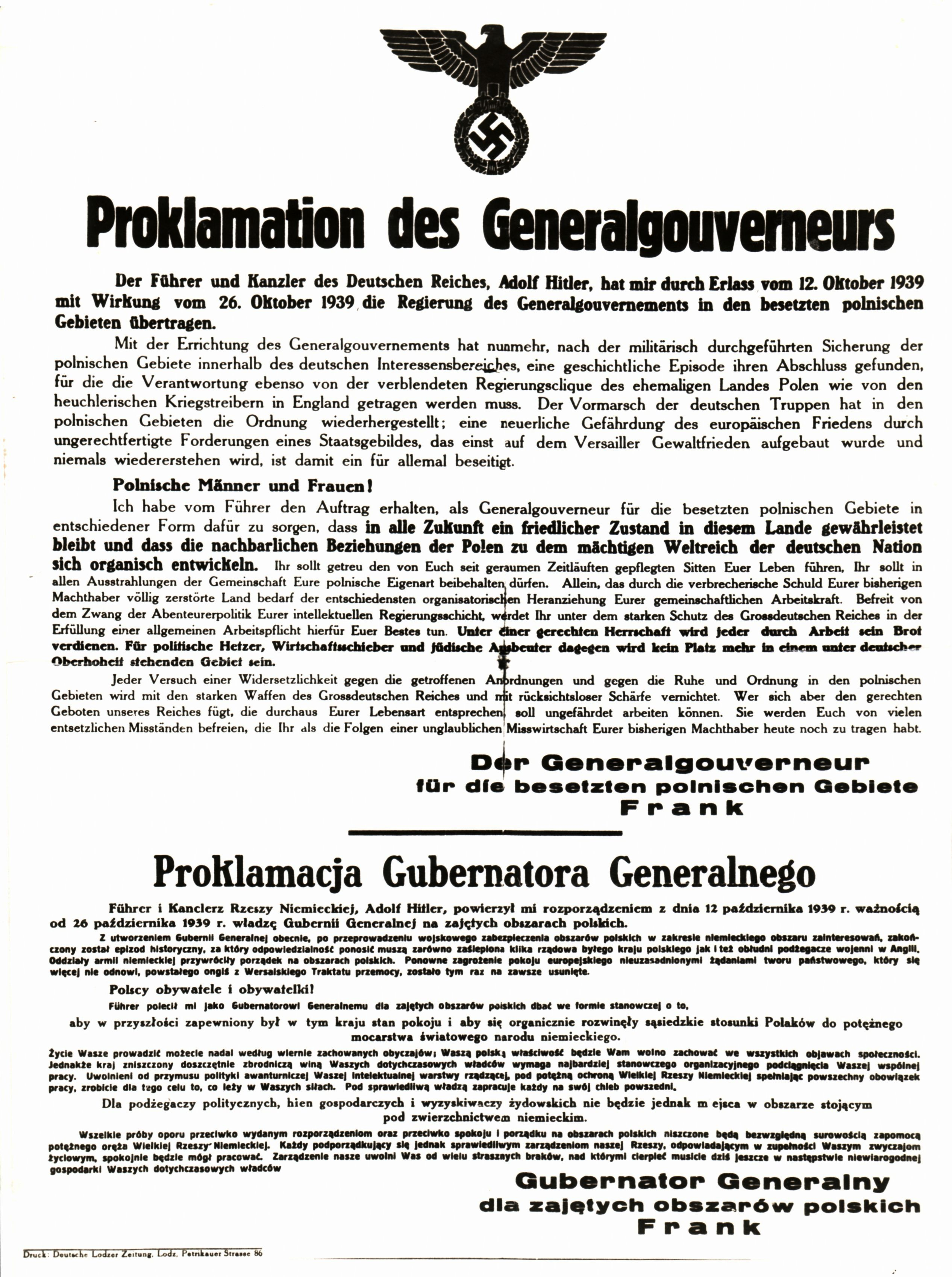
Proclamazione ufficiale del Governatorato Generale in Polonia da parte della Germania, ottobre 1939

I pianificatori nazisti non risolsero mai definitivamente la questione dell'esatta riorganizzazione territoriale delle province polacche in caso di vittoria tedesca ad est. La Germania aveva già annesso gran parte della Polonia occidentale prebellica (8 ottobre 1939) prima dell'istituzione del Governatorato Generale (26 ottobre 1939) e anche la restante regione doveva essere incorporata direttamente nel Reich tedesco in una data futura. La leadership nazista discusse numerose iniziative con questo obiettivo.
La prima proposta di questo tipo (ottobre/novembre 1939) prevedeva l'istituzione di un Reichsgau Beskidenland separato che comprendesse diverse sezioni meridionali dei territori polacchi conquistati nel 1939 (circa 18.000 km2), che si estendeva dall'area a ovest di Cracovia fino al fiume San a est. A quel tempo la Germania non aveva ancora annesso direttamente l'area di Łódź ed essa (piuttosto che Cracovia) fungeva da capitale del Governatorato Generale.
Nel novembre 1940, il gauleiter Arthur Greiser del Reichsgau Wartheland sostenne che le contee di Tomaschow Mazowiecki e Petrikau dovevano essere trasferite dal distretto di Radom del Governatorato Generale al suo gau. Hitler acconsentì, ma poiché Frank si rifiutò di cedere le contee, la risoluzione della questione del confine venne rinviata a dopo la vittoria finale.
Dopo aver sentito dei piani tedeschi di creare un "gau dei Goti" (Gotengau) nella Crimea e nell'Ucraina meridionale dopo l'inizio (giugno 1941) dell'operazione Barbarossa, lo stesso Frank espresse l'intenzione di trasformare il distretto sotto il suo controllo in una provincia tedesca chiamata Vandalengau (gau dei Vandali) in un discorso tenuto il 16 dicembre 1941.
Quando Frank tentò senza successo di dimettersi il 24 agosto 1942, il segretario del Partito Nazista Martin Bormann cercò di portare avanti un progetto per sciogliere del tutto il Governatorato Generale e dividere il suo territorio in una serie di Reichsgaue, sostenendo che solo questo metodo avrebbe potuto garantire la germanizzazione del territorio, sostenendo anche che la Germania avrebbe potuto sfruttare economicamente l'area in modo più efficace, in particolare come fonte di cibo. Suggerì di separare la popolazione "più riposante" degli ex territori austriaci (perché questa parte della Polonia era stata sotto il dominio austro-tedesco per un lungo periodo di tempo venne ritenuto più accettabile dal punto di vista razziale) dal resto dei polacchi e delimitando la città di Varsavia come centro della "criminalità" e attività di resistenza sotterranea.

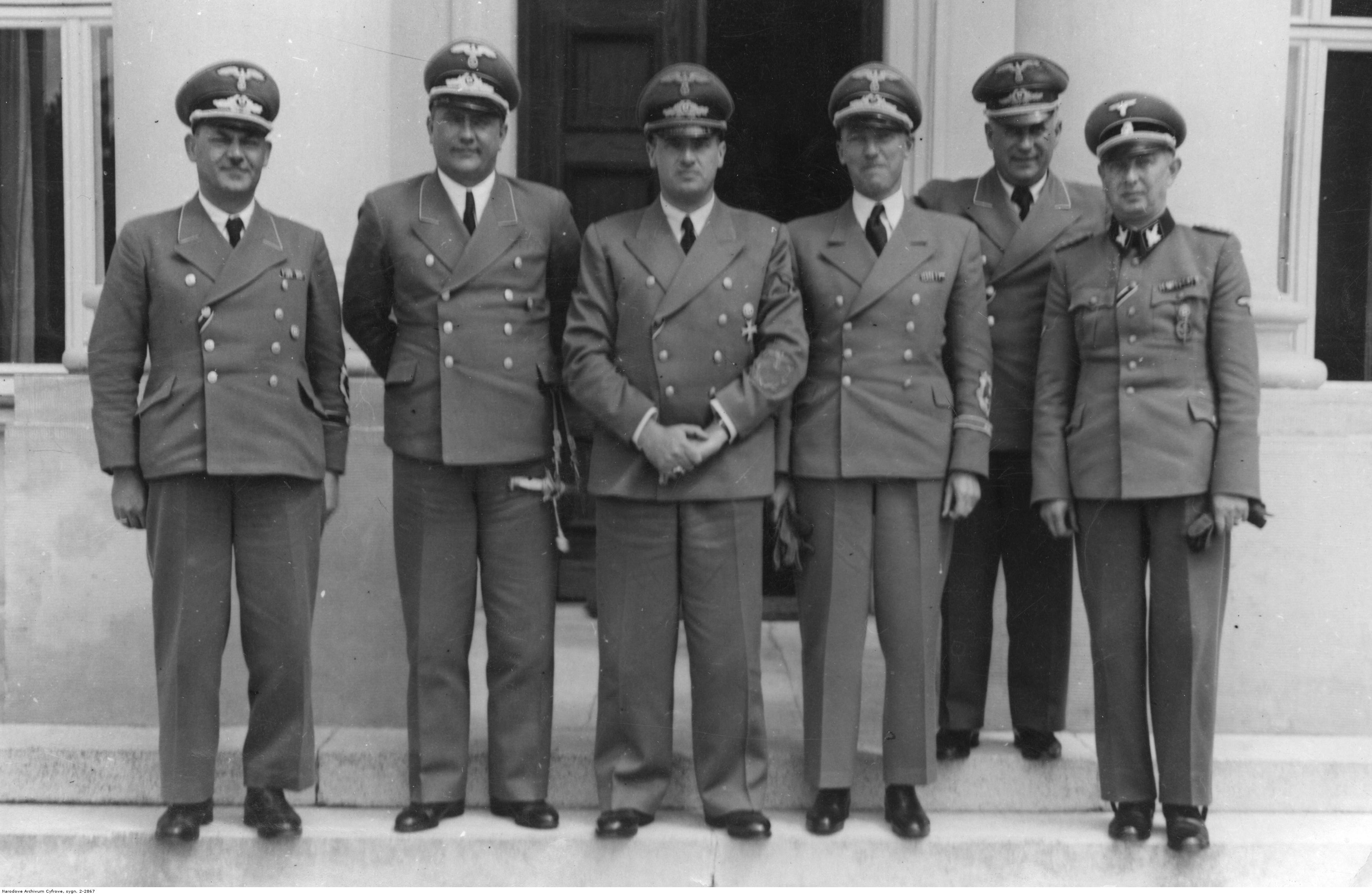
Hans Frank con gli amministratori distrettuali nel 1942 – da sinistra: Ernst Kundt, Ludwig Fischer, Hans Frank, Otto Wächter, Ernst Zörner, Richard Wendler

Ludwig Fischer (governatore di Varsavia dal 1939 al 1945) si oppose alla proposta di snellimento amministrativo derivante da queste discussioni. Fischer preparò il suo progetto nel suo ufficio principale per l'ordinamento spaziale (Hauptamt für Raumordnung) situato a Varsavia. Suggerì l'istituzione delle tre province Beskiden, Weichselland ("Terra della Vistula") e Galizien (Galizia e Chełm) dividendo tra loro i distretti di Radom e Lublino. La Weichselland doveva avere un "carattere polacco", la Galizien uno "ucraino" e la provincia di Beskiden doveva fornire una "miscela" tedesca (cioè un insediamento coloniale). Ulteriore pianificazione territoriale condotta da questa organizzazione con sede a Varsavia sotto il maggiore dr. Ernst Zvanetti, in uno studio del maggio 1943 per delimitare il confine orientale dell'"Europa centrale" (cioè il Grande Reich tedesco) con la "massa continentale dell'Europa orientale", proponeva un confine tedesco orientale lungo la "linea Memel-Odessa".
In questo contesto lo studio di Zvanetti propose un riordino dei "Gaue Orientali" in tre blocchi geopolitici:
- un gruppo occidentale che comprendeva i Gaue Danzig-Westpreußen, Wartheland e Schlesien (Slesia)
- un gruppo centrale con i Gaue Ostpreußen (Prussia orientale), Südpreußen (Prussia meridionale), Litzmannstadt (Łódź), e Beskidenland
- il gruppo orientale con il Gau Südostpreußen (Prussia sud-orientale) e comprendente la Wolhynien (Volhynia e il distretto di Lublino), la Galizien e la Podolien (Podolia).

## Amministrazione

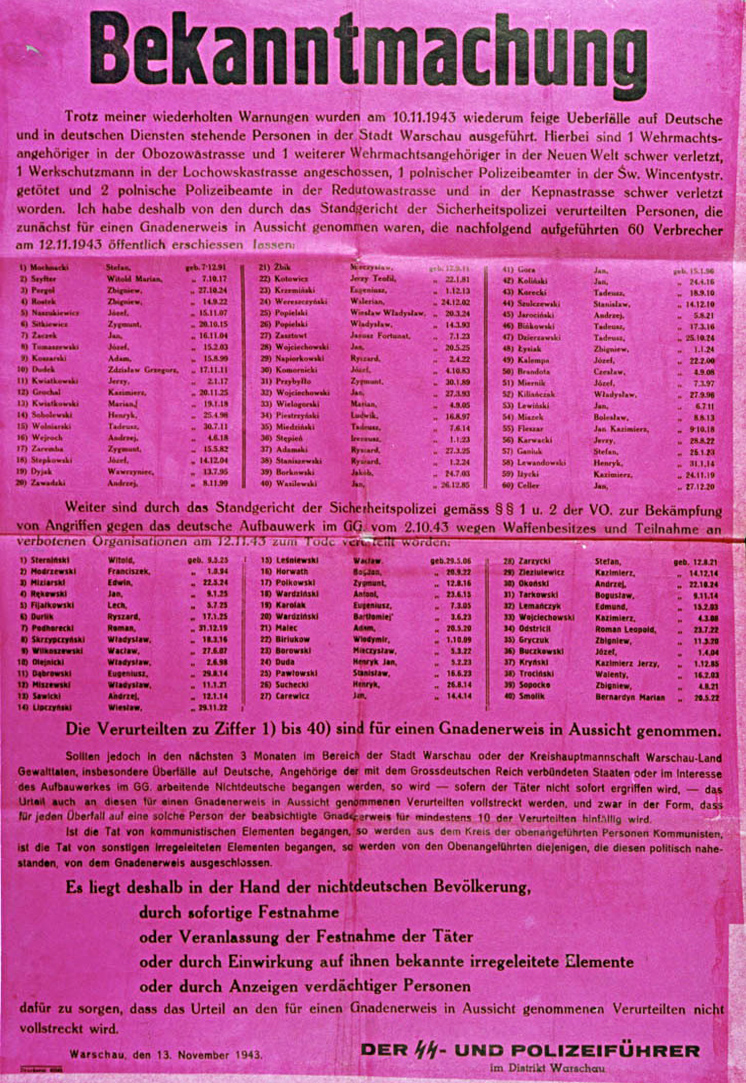
Annuncio dell'esecuzione di 60 ostaggi polacchi e un elenco di 40 nuovi ostaggi presi dalle autorità naziste in Polonia, 1943

Il Governatorato Generale era amministrato da un Governatore generale (in tedesco Generalgouverneur) coadiuvato dall'Ufficio del Governatore generale (in tedesco Amt des Generalgouverneurs; cambiato il 9 dicembre 1940 in Governo del Governatorato Generale, in tedesco Regierung des Generalgouvernements). Per tutto il periodo di esistenza del Governatorato Generale ci fu un solo Governatore generale, Hans Frank. La struttura del NSDAP nel Governatorato Generale era l'Arbeitsbereich Generalgouvernement guidato da Frank.
L'Ufficio era guidato dal capo del governo (in tedesco Regierung, "governo"), noto anche come Segretario di Stato (in tedesco Staatssekretär) (o vice governatore), Josef Bühler. Diverse altre persone avevano il potere di emanare decreti legislativi oltre al Governatore generale, in particolare l'Alto SS- und Polizeiführer del Governatorato Generale (Friedrich-Wilhelm Krüger; dall'ottobre 1943: Wilhelm Koppe).
Il Governatorato Generale non aveva riconoscimento internazionale. I territori che amministrava non vennero mai intesi, in tutto o in parte, come un futuro stato polacco all'interno di un'Europa dominata dai tedeschi. Secondo il governo nazista lo stato polacco aveva effettivamente cessato di esistere, nonostante l'esistenza di un governo polacco in esilio. Il Governatorato Generale aveva il carattere di un tipo di Stato coloniale. Non era un governo fantoccio polacco, poiché non c'erano rappresentanti polacchi al di sopra dell'amministrazione locale.
La sede del governo del Governatorato Generale era situata a Cracovia (in tedesco: Krakau) piuttosto che a Varsavia per motivi di sicurezza. La lingua ufficiale dello stato era il tedesco, sebbene il polacco continuasse ad essere utilizzato dal governo locale. Le istituzioni utili del vecchio stato polacco vennero mantenute per facilità di amministrazione. La polizia polacca, senza ufficiali polacchi di alto rango (vennero arrestati o retrocessi), venne riorganizzata come Polizia Blu e divenne subordinata all'Ordnungspolizei. Anche il sistema educativo polacco venne mantenuto, ma la maggior parte degli istituti superiori venne chiusa. L'amministrazione locale polacca venne mantenuta, subordinata ai nuovi capi tedeschi. Il sistema fiscale polacco, inclusa la valuta dello złoty polacco, rimase in uso ma con entrate destinate allo stato tedesco. Venne creata una nuova banca, che emise nuove banconote.
I tedeschi cercarono di mettere ucraini e polacchi l'uno contro l'altro. All'interno delle aree d'etnia ucraina annesse alla Germania, a partire dall'ottobre 1939, vennero istituiti Comitati ucraini con lo scopo di rappresentare la comunità ucraina presso le autorità tedesche e assistere i circa 30.000 profughi ucraini fuggiti dai territori controllati dai sovietici. Questi comitati intrapresero anche attività culturali ed economiche che erano state bandite dal precedente governo polacco. Vennero aperte scuole, cori, società di lettura e teatri e riaperte venti chiese ucraine che erano state chiuse dal governo polacco. Nel marzo 1941 c'erano 808 società educative ucraine con 46.000 membri.
A Cracovia nacquero una casa editrice e una testata periodica ucraina, che – pur dovendo lottare con i censori tedeschi e la carenza di carta - riuscirono a pubblicare libri di testo scolastici, classici della letteratura ucraina ed opere di scrittori ucraini dissidenti dell'Unione Sovietica. Krakivs'ki Visti venne diretto da Frank fino alla fine della seconda guerra mondiale ed ebbe come editore Michael Chomiak. Era "il principale giornale legale" del Governatorato Generale ed "attirava più (e migliori) contributori tra i quali c'erano le figure culturali ucraine più importanti del (inizio) XX secolo."
Le organizzazioni ucraine all'interno del Governatorato Generale furono in grado di negoziare il rilascio di 85.000 prigionieri di guerra ucraini dal conflitto tedesco-polacco (sebbene non fossero in grado di aiutare i prigionieri di guerra sovietici di etnia ucraina). Dopo la guerra, il Tribunale Nazionale Supremo polacco dichiarò che il governo del Governatorato Generale era un'istituzione criminale.

### Sistema giudiziario

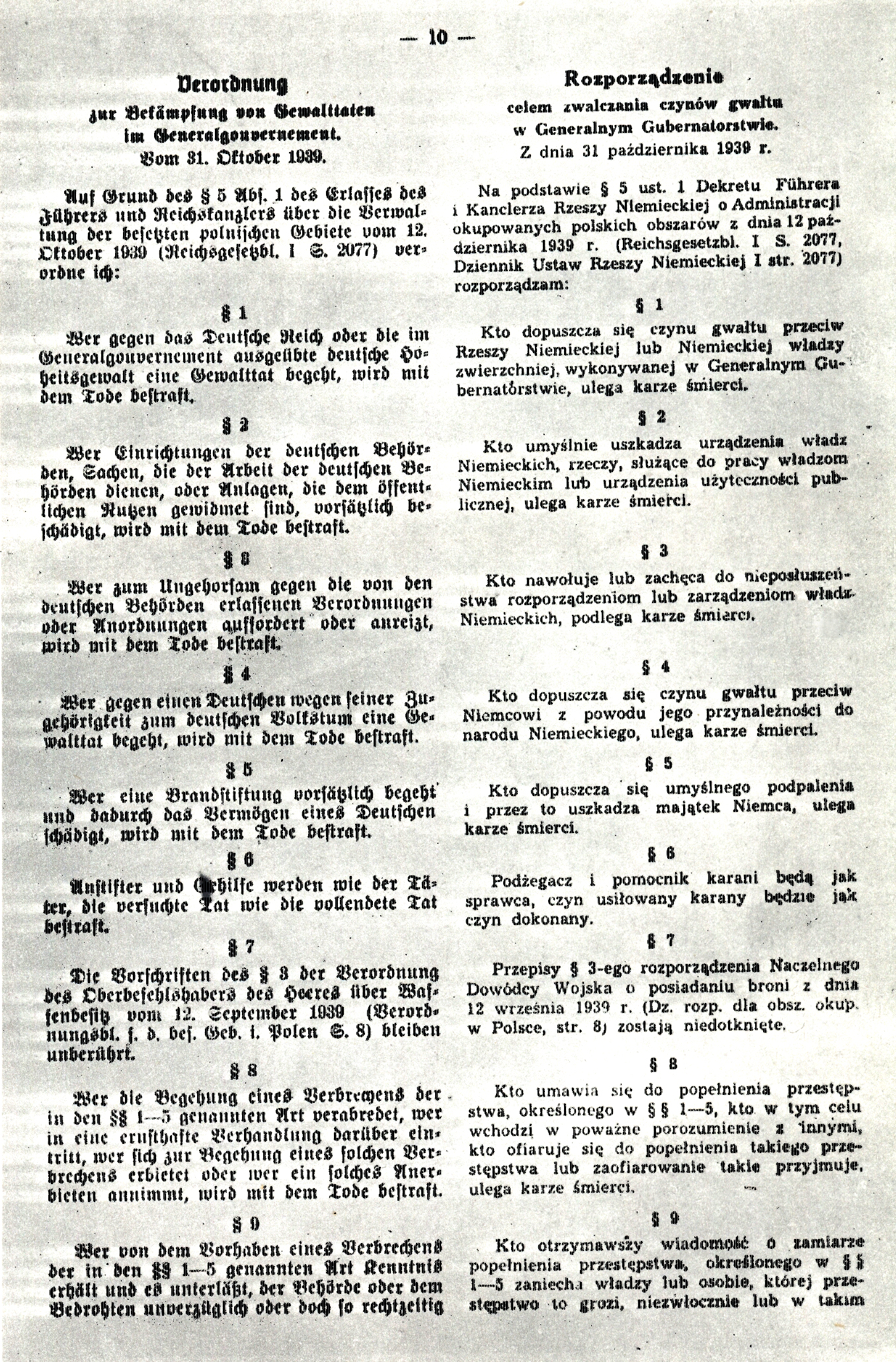
Parte dell'ordinanza di Hans Frank del 31 ottobre 1939 sulla "lotta contro gli atti di violenza nel Governatorato Generale"

Oltre ai sommari tribunali militari tedeschi, nessun tribunale operava in Polonia tra l'invasione tedesca e l'inizio del 1940. A quel tempo, il sistema giudiziario polacco venne ripristinato e prese decisioni in casi non riguardanti interessi tedeschi, per i quali venne istituito un sistema giudiziario tedesco parallelo. Il sistema tedesco venne privilegiato nei casi di giurisdizione sovrapposta.
Vennero approvate nuove leggi che discriminavano l'etnia polacca e, in particolare, gli ebrei. Nel 1941 venne introdotta un nuovo codice penale, che introdusse molti nuovi reati e rese molto comune la pena di morte. La pena di morte venne introdotta, tra l'altro, per:
- il 31 ottobre 1939, per qualsiasi atto contro il governo tedesco
- il 21 gennaio 1940, per speculazione economica
- il 20 febbraio 1940, per diffusione di malattie a trasmissione sessuale
- il 31 luglio 1940, per tutti gli ufficiali polacchi che non si fossero registrati immediatamente presso l'amministrazione tedesca (per essere portati nei campi prigionieri di guerra)
- il 10 novembre 1941, per aver prestato assistenza agli ebrei
- l'11 luglio 1942, per gli agricoltori che non avevano fornito i raccolti richiesti
- il 24 luglio 1943, per non aver aderito ai battaglioni di lavoro forzato (Baudienst) quando richiesto
- il 2 ottobre 1943, per aver impedito il Piano di ricostruzione tedesco

### Sorveglianza
La polizia nel Governatorato Generale era divisa in:
- Ordnungspolizei (Orpo) (nativa tedesca)
- la Polizia Blu (polacca sotto il controllo tedesco)
- Sicherheitspolizei (nativa tedesca) composta da: 
  - Kriminalpolizei (tedesca)
  - Gestapo (tedesca)

I più numerosi battaglioni dell'Orpo si concentrarono sui tradizionali ruoli di sicurezza come forza di occupazione. Alcuni di loro furono direttamente coinvolti nelle operazioni di pacificazione. All'indomani della seconda guerra mondiale, quest'ultimo ruolo venne oscurato sia dalla mancanza di prove giudiziarie sia da deliberato offuscamento, mentre la maggior parte dell'attenzione era sui più noti Einsatzgruppen ("Gruppi operativi") che riferivano al RSHA guidato da Reinhard Heydrich. Il 6 maggio 1940 il gauleiter Hans Frank, di stanza nella Cracovia occupata, fondò il Sonderdienst, basato su formazioni simili alle SS chiamate Selbstschutz, operante nel Warthegau della parte occidentale della Polonia annessa ai tedeschi dal 1939. I Sonderdienst erano composti da volksdeutsche di etnia tedesca che vivevano in Polonia prima dell'attacco e da allora in poi si unirono alle forze d'invasione. Tuttavia, dopo l'operazione Barbarossa del 1941 includevano anche i prigionieri di guerra sovietici che si offrirono volontari per un addestramento speciale, come i "Trawniki" (tedesco: Trawnikimänner) schierati in tutti i principali luoghi di uccisione della "soluzione finale". Molti di quegli uomini non conoscevano il tedesco e richiedevano la traduzione da parte dei loro comandanti nativi. Nel Distrikt Galizien, nel 1941, venne formata la Polizia Ausiliaria Ucraina; molti dei suoi uomini disertarono nel 1943 per unirsi all'UPA.
Gli ex poliziotti polacchi, senza ufficiali polacchi di alto rango (che vennero arrestati o retrocessi), vennero arruolati nella Polizia Blu e vennero subordinati alla Ordnungspolizei locale. Circa 3.000 uomini prestarono servizio con il Sonderdienst nel Governatorato Generale, formalmente assegnato al capo dell'amministrazione civile. L'esistenza del Sonderdienst costituiva un grave pericolo per i non-ebrei polacchi che tentarono di aiutare gli ebrei ghettizzati nelle città, come nel ghetto di Mińsk Mazowiecki tra molti altri, perché i cristiani polacchi vennero giustiziati con l'accusa di favoreggiamento degli ebrei.
Esisteva anche un Servizio di Protezione Forestale, responsabile della sorveglianza delle aree boschive del Governatorato Generale. La Bahnpolizei sorvegliava le ferrovie. I tedeschi usavano le prigioni polacche prebelliche e ne organizzarono di nuove, come nel distretto di polizia di piazza Jan Chrystian Schuch a Varsavia e nel centro di tortura Pod Zegarem a Lublino.
L'amministrazione tedesca costruì un sistema di terrore per controllare i polacchi, facendo rispettare le segnalazioni di qualsiasi attività illegale, ad es. nascondere rom, prigionieri di guerra, guerriglieri, ebrei. I tedeschi designarono ostaggi, terrorizzarono i leader locali, applicarono la responsabilità collettiva. La polizia tedesca usò operazioni di puntura per trovare e uccidere i soccorritori dei bersagli dei tedeschi.

### Forze d'occupazione
Attraverso l'occupazione la Germania deviò un numero significativo delle sue forze militari per mantenere il controllo sui territori polacchi.
| Periodo        | Esercito della Wehrmacht                                                                    | Polizia e SS (include solo forze tedesche) | Totale    |
| -------------- | ------------------------------------------------------------------------------------------- | ------------------------------------------ | --------- |
| Ottobre 1939   | 550.000                                                                                     | 80.000                                     | 630.000   |
| Aprile 1940    | 400.000                                                                                     | 70.000                                     | 470.000   |
| Giugno 1941    | 2.000.000 (numero elevato a causa dell'imminente attacco alle postazioni sovietiche)        | 50.000                                     | 2.050.000 |
| Febbraio 1942  | 300.000                                                                                     | 50.000                                     | 350.000   |
| Aprile 1943    | 450.000                                                                                     | 60.000                                     | 510.000   |
| Novembre 1943  | 550.000                                                                                     | 70.000                                     | 620.000   |
| Aprile 1944    | 500.000                                                                                     | 70.000                                     | 570.000   |
| Settembre 1944 | 1.000.000 (Una piccola percentuale prese parte alla soppressione della rivolta di Varsavia) | 80.000                                     | 1.080.000 |

### La propaganda nazista
La propaganda era diretta dalla Fachabteilung für Volksaufklärung und Propaganda (FAVuP), dalla primavera del 1941 Hauptabteilung Propaganda (HAP). La stampa era guidata dal Dienststelle der Pressechef der Regierung des Generalgouvernements e a Berlino dal Der Bevollmächtige des Generalgouverneurs in Berlin.

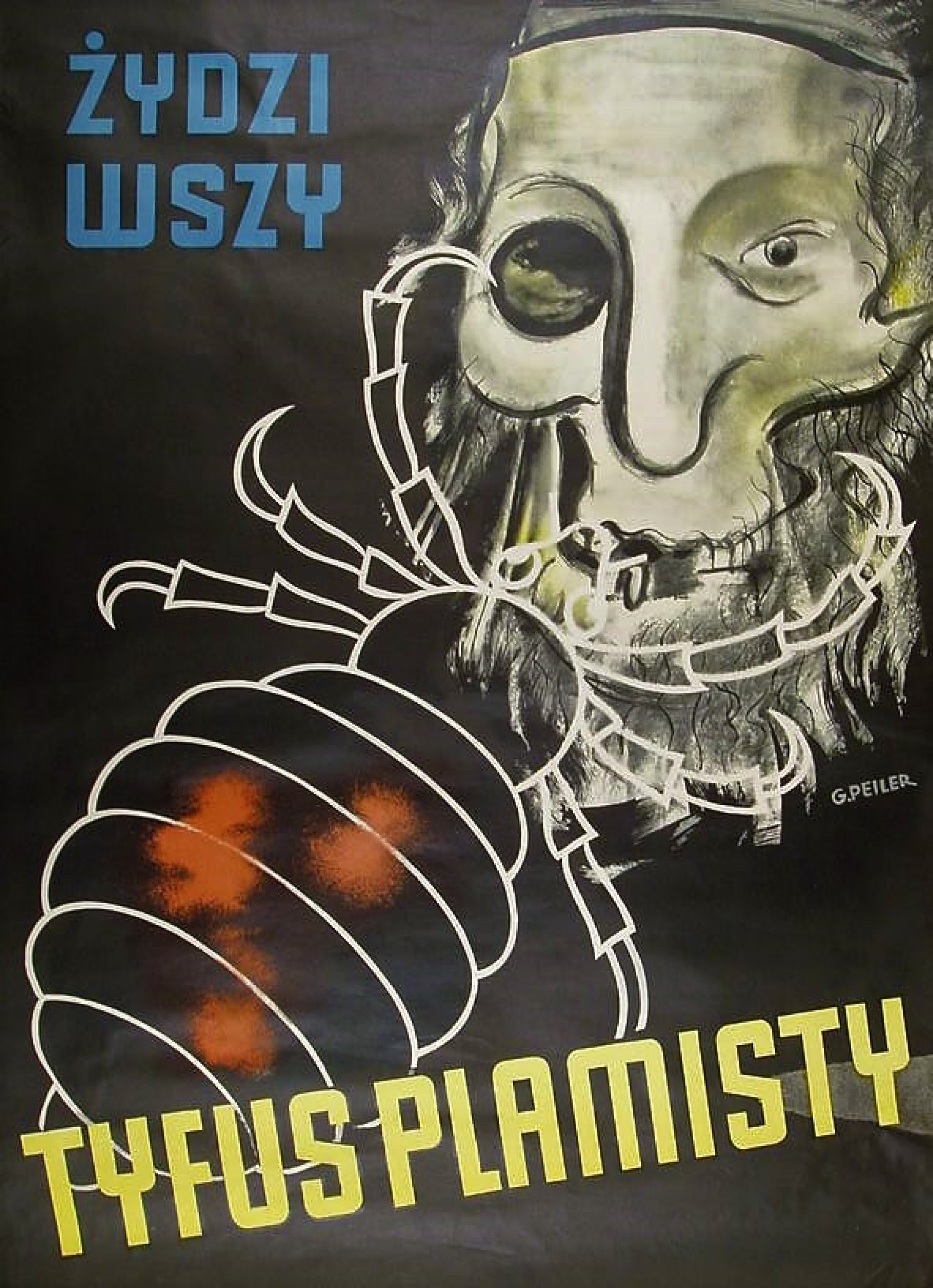
Manifesto di propaganda antisemita nazista

Migliaia di manifesti antisemiti vennero distribuiti a Varsavia.

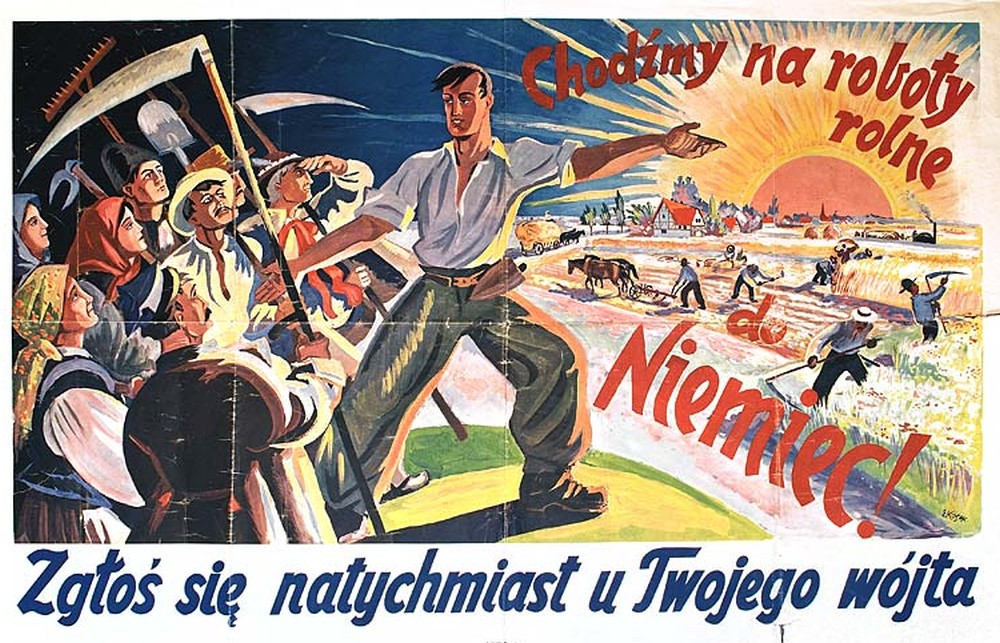
Manifesto tedesco di reclutamento in lingua polacca: "Facciamo lavori agricoli in Germania! Guarda subito il tuo wójt."

I tedeschi volevano che i polacchi obbedissero agli ordini.
I quotidiani in lingua polacca erano:
- Nowy Kurier Warszawski
- Kurier Częstochowski
- Goniec Krakowski
- Dziennik Radomski
- Goniec Codzienny
- Ilustrowany Kurier Polski
- Gazeta Lwowska
- Fala

I cinegiornale di propaganda del Die Deutsche Wochenschau (La settimana tedesca) precedevano le proiezioni dei lungometraggi. Anche alcuni lungometraggi contenevano propaganda nazista. La resistenza polacca scoraggiava i polacchi dal frequentare i film, consigliandoli, con le parole del distico in rima, "Tylko świnie / siedzą w kinie" ("Solo i maiali vanno al cinema").
Nella Polonia occupata non esisteva un'industria cinematografica polacca. Tuttavia, alcuni polacchi collaborarono con i tedeschi nella realizzazione di film come il film di propaganda anti-polacco del 1941 Heimkehr (Ritorno a casa) . In quel film, il casting per parti minori interpretate da attori ebrei e polacchi venne fatto da Igo Sym, che durante le riprese venne filmato nel suo appartamento di Varsavia dal movimento di resistenza polacco dell'Unione per la lotta armata; dopo la guerra, gli artisti polacchi vennero condannati per collaborazionismo in un'impresa di propaganda anti-polacca, con pene che andavano dal rimprovero ufficiale alla reclusione.
Tutti i teatri polacchi vennero chiuse. A Varsavia venne formato un teatro tedesco, il Theater der Stadt Warschau, insieme ad uno polacco controllato dai tedeschi, il Teatr Miasta Warszawy. Esisteva anche un teatro comico, il Teatr Komedia, e 14 piccoli. Il teatro Juliusz Słowacki di Cracovia era utilizzato dai tedeschi.
Ai polacchi non era permesso usare apparecchi radio. Qualsiasi apparecchio doveva essere consegnato all'amministrazione locale entro il 25 gennaio 1940. I tedeschi etnici erano obbligati a registrare i propri apparecchi.

### Le esecuzioni pubbliche

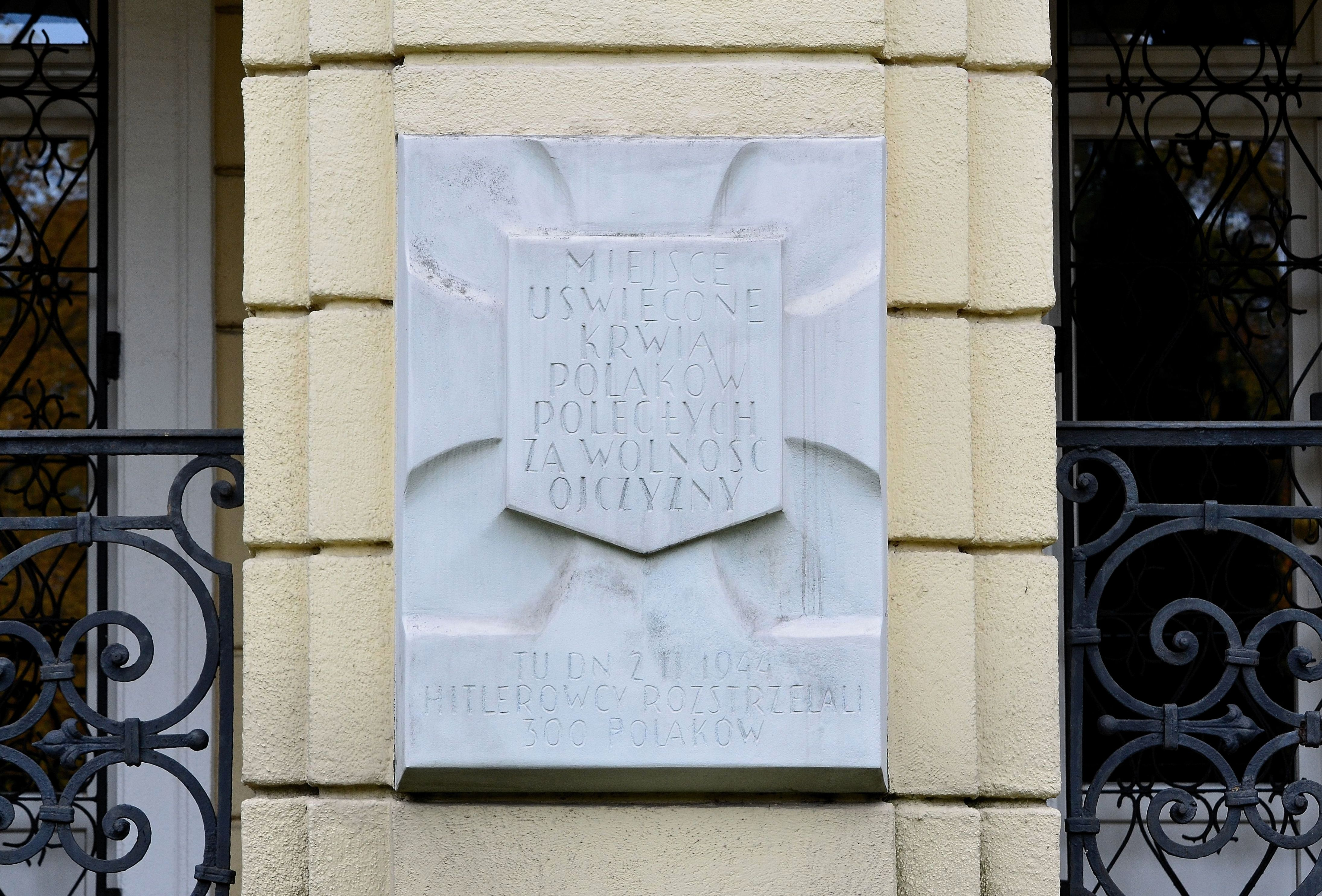
Tavolo commemorativo dell'esecuzione pubblica di corso Ujazdów, Varsavia

I tedeschi uccisero migliaia di polacchi, molti dei quali ostaggi civili, nelle strade di Varsavia e nei luoghi intorno a Varsavia (anello di Varsavia), per terrorizzare la popolazione – li fucilarono od impiccarono. Le esecuzioni vennero ordinate principalmente dal nazista austriaco Franz Kutschera, SS- und Polizeiführer, dal settembre 1943 al gennaio 1944.

### La pianificazione urbanistica e la rete di trasporti
Varsavia doveva essere ricostruita secondo il Piano Pabst. Il quartiere governativo era situato intorno a piazza Piłsudski.
La capitale del GG, Cracovia, venne ricostruita secondo il Generalbebauungsplan von Krakau di Hubert Ritter. Hans Frank ricostruì la sua residenza nel castello del Wawel. Dębniki era il previsto quartiere amministrativo nazista. L'area residenziale esclusivamente tedesca venne costruita vicino al parco Krakowski.
I tedeschi costruirono la linea ferroviaria Łódź-Radom (parzialmente nel GG) e la sala macchine a Radom.

## Distretti amministrativi
Ai fini amministrativi il governo generale venne suddiviso in quattro distretti (Distrikte). Questi erano il Distrikt Warschau, il Distrikt Lublin, il Distrikt Radom e il Distrikt Krakau. Dopo l'operazione Barbarossa contro i sovietici nel giugno 1941, la Galizia (parte della Polonia, annessa dalla RSS ucraina sulla base del Patto Molotov-Ribbentrop), venne incorporata nel Governatorato Generale e ne divenne il quinto distretto: il Distrikt Galizien. Le nuove unità amministrative tedesche erano molto più grandi di quelle organizzate dal governo polacco, riflettendo la mancanza tedesca di personale amministrativo sufficiente per formare unità più piccole.
I cinque distretti vennero ulteriormente suddivisi in contee urbane (Stadtkreise) e contee rurali (Kreishauptmannschaften). A seguito di un decreto del 15 settembre 1941, i nomi della maggior parte delle principali città (e delle rispettive contee) vennero rinominati sulla base di dati storici tedeschi o vennero date versioni germanizzate dei loro nomi polacchi e sovietici se non esistevano. A volte anche i nomi precedenti rimasero gli stessi (cioè Radom). I distretti e le contee erano i seguenti:
| Distrikt Warschau                       | |
| Stadtkreise                             | Warschau (Varsavia) |
| Kreishauptmannschaften                  | Garwolin, Grojec (Grójec), Lowitsch (Łowicz), Minsk (Mińsk Mazowiecki), Ostrau (Ostrów Mazowiecka), Siedlce, Skierniewice2, Sochaczew, Sokolow-Wengrow (Sokołów Podlaski-Węgrów), Warschau-Land                                                                |
| Distrikt Krakau                         | |
| Stadtkreis/ kreisfreie Stadt (dal 1940) | Krakau (Cracovia) |
| Kreishauptmannschaften                  | Dembitz (Dębica), Jaroslau (Jarosław), Jassel (Jaslo), Krakau-Land, Krosno1, Meekow (Miechów), Neumarkt (Nowy Targ), Neu-Sandez (Nowy Sącz), Przemyśl1, Reichshof (Rzeszow), Sanok, Tarnau (Tarnów)                                                            |
| Distrikt Lublin                         | |
| Stadtkreise                             | Lublino |
| Kreishauptmannschaften                  | Biala-Podlaska (Biała Podlaska), Bilgoraj, Cholm (Chelm), Grubeschow (Hrubieszow), Janow Lubelski, Krasnystaw, Lublin-Land, Pulawy, Rehden (Radzyn), Zamosch/Himmlerstadt/Pflugstadt (Zamość)                                                                  |
| Distrikt Radom                          | |
| Stadtkreise                             | Kielce, Radom, Tschenstochau (Częstochowa) |
| Kreishauptmannschaften                  | Busko (Busko-Zdrój), Jedrzejow, Kielce-Land, Konskie (Końskie), Opatau (Opatów), Petrikau (Piotrków Trybunalski), Radom-Land, Radomsko, Starachowitz (Starachowice), Tomaschow Mazowiecki (Tomaszów Mazowiecki)                                                |
| Distrikt Galizien                       | |
| Stadtkreise                             | Lemberg (Leopoli) |
| Kreishauptmannschaften                  | Breschan (Brzeżany), Tschortkau (Czortków), Drohobyč, Kamionka-Strumilowa (Kamianka-Buzka), Kolomea (Kolomyija), Lemberg-Land, Rawa-Ruska (Rava-Rus'ka), Stanislau (Ivano-Frankivsk), Sambor (Sambir) Stryj, Ternopil', Solotschiw (Zoločiv), Kallusch (Kaluš) |
|                                         | 1, aggiunta dopo il 1941. 2, rimossa dopo il 1941. |

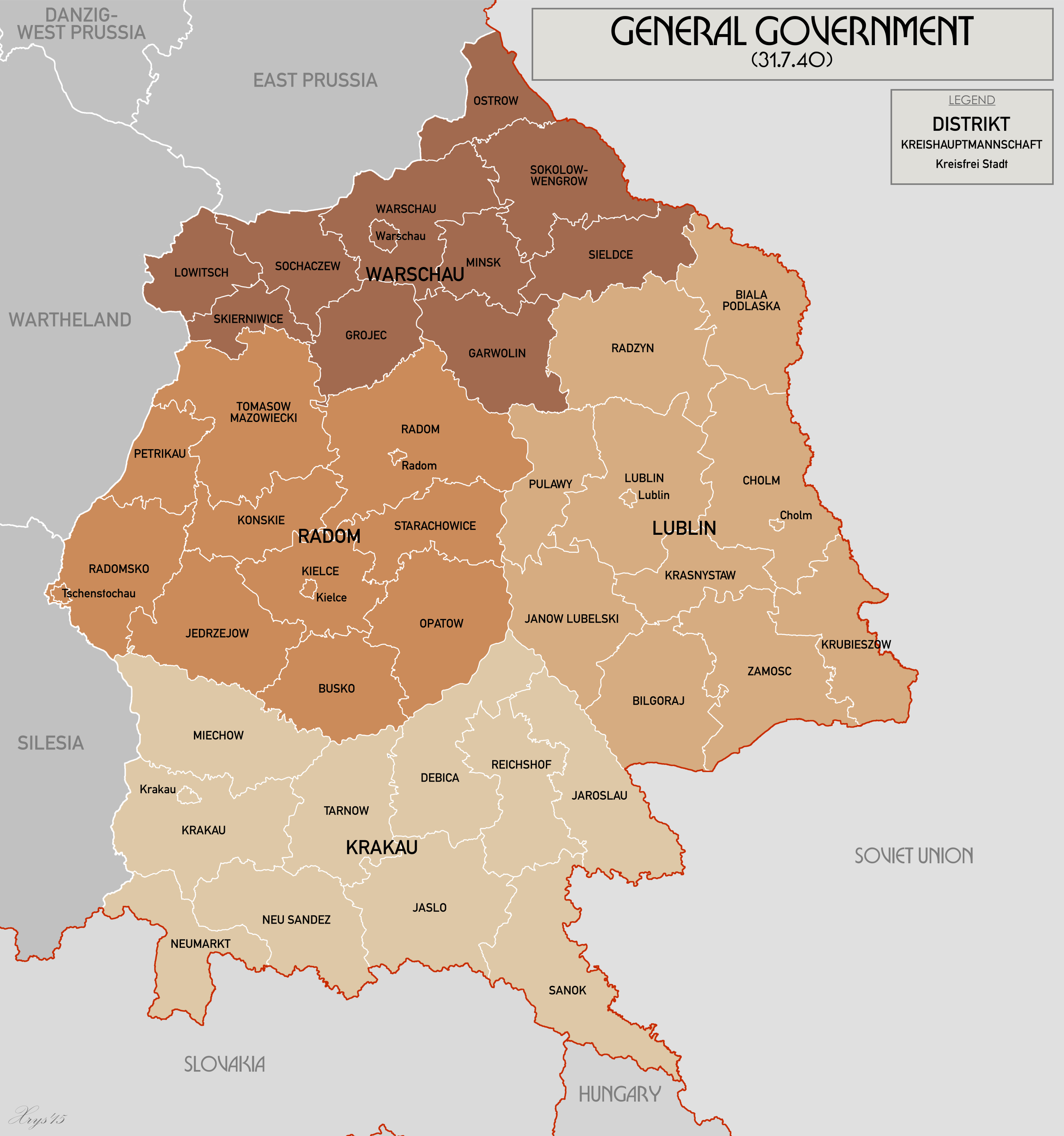
Mappa amministrativa del Governatorato Generale, luglio 1940 (prima di Barbarossa)

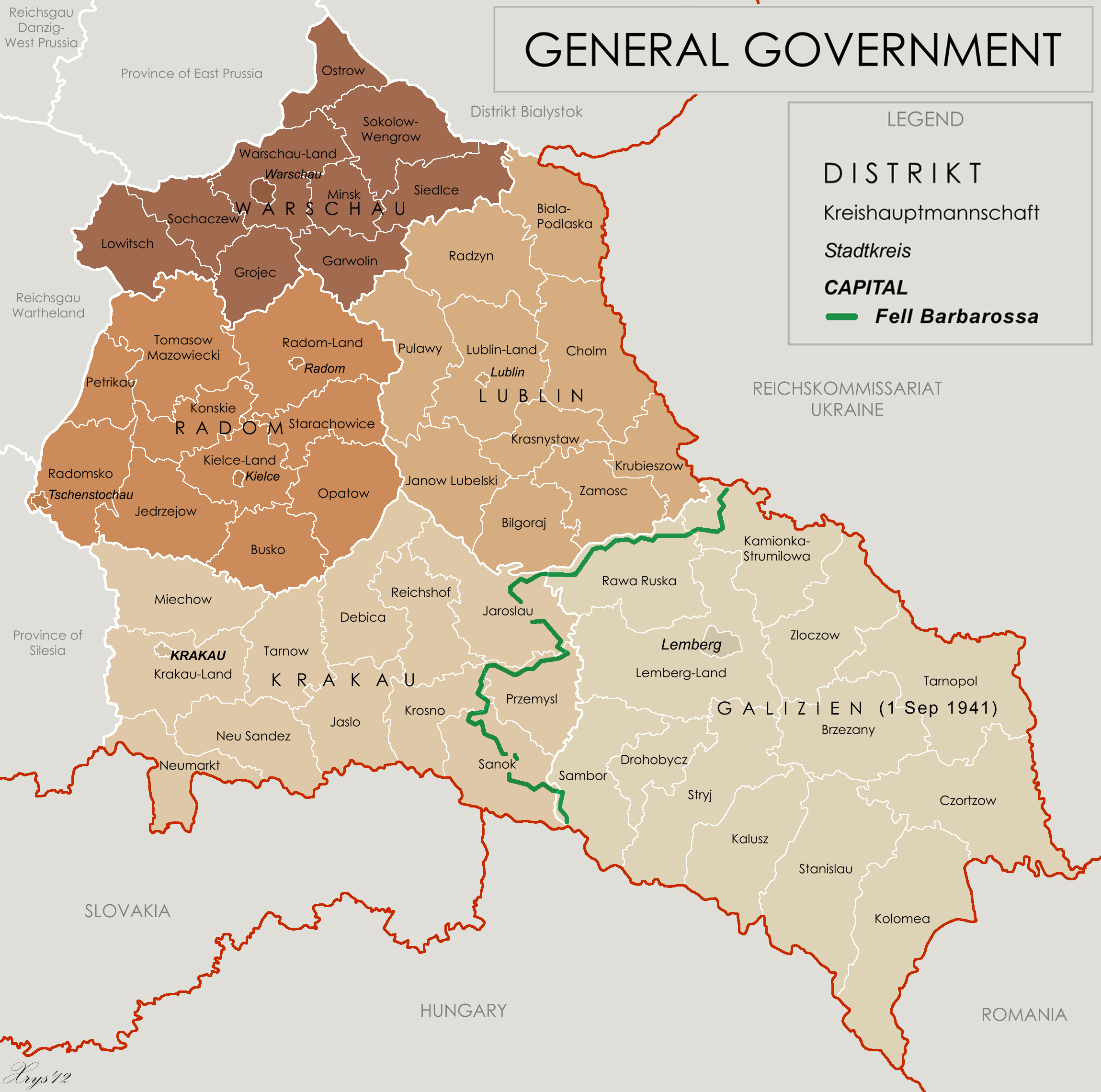
Mappa amministrativa del Governatorato Generale, luglio 1941 - gennaio 1944, dopo Barbarossa

Un cambiamento nella struttura amministrativa venne voluto dal ministro delle finanze Lutz von Krosigk, che per motivi finanziari volle vedere i cinque distretti esistenti (Varsavia, Cracovia, Radom, Lublino e Galizia) ridotti a tre. Nel marzo 1943 annunciò la fusione dei distretti di Cracovia e Galizia e la divisione del distretto di Varsavia tra il distretto di Radom e il distretto di Lublino. (Quest'ultimo acquisì uno speciale status di "Distretto Germanico", Deutschtumsdistrikt, come "prova" della germanizzazione secondo il Generalplan Ost.) La ristrutturazione comportò ulteriormente il cambiamento di Varsavia e Cracovia in distretti cittadini separati (Stadtdistrikte), con Varsavia sotto il controllo diretto del Governatorato Generale. Questo decreto doveva entrare in vigore il 1º aprile 1943 e venne nominalmente accettato da Heinrich Himmler, ma Martin Bormann si oppose alla mossa, poiché voleva semplicemente vedere la regione trasformata in Reichsgaue (la Germania vera e propria). Anche Wilhelm Frick e Friedrich-Wilhelm Krüger erano scettici sull'utilità di questa riorganizzazione, portando alla sua abolizione dopo successive discussioni tra Himmler e Frank.

## Popolazione
La popolazione del territorio del Governatorato Generale era inizialmente di circa 12 milioni, ma questa crebbe quando circa 860.000 polacchi ed ebrei vennero espulsi dalle aree annesse alla Germania e "rilocati" nel Governatorato Generale. A sfalsare questi numeri fu la campagna tedesca per lo sterminio dell'intellighenzia polacca e di altri elementi che si riteneva avrebbero opposto resistenza. Dal 1941 fame e malattie contribuirono a ridurre la popolazione.
I polacchi vennero anche deportati in grande numero e costretti ai lavori forzati in Germania; ne vennero deportati circa un milione, dei quali molti morirono in Germania. Le politiche di segregazione dei nazisti nel Governatorato Generale riguardavano le seguenti categorie di persone:
- tedeschi (4 categorie) (si veda Volksdeutsche),
- polacchi,
- Goralenvolk,
- ebrei,
- ucraini.

## Economia
Dopo l'invasione della Polonia nel 1939, gli ebrei sopra i 12 anni e i polacchi sopra i 14 anni che vivevano nel Governatorato Generale vennero soggetti ai lavori forzati. Molti polacchi che vivevano in altre regioni conquistate dai tedeschi vennero espulsi da queste zone ed inviati nel Governatorato Generale. Il Governatorato era usato come una riserva di manodopera sottoposta a schiavitù. Infatti molti uomini e donne venivano inviati forzatamente in Germania per lavorare come operai in fabbriche e fattorie. Nel 1942, tutte le persone non tedesche che vivevano nel Governatorato Generale vennero sottoposte ai lavori forzati.
Parti di Varsavia e diverse città (Wieluń, Sulejów, Frampol) vennero distrutte durante la guerra polacco-tedesca nel settembre 1939. I polacchi non furono in grado acquistare qualsiasi materiale da costruzione per ricostruire le loro case o attività commerciali. Essi persero i loro risparmi e la valuta GG, soprannominata Młynarki, venne gestita dalla Bank Emisyjny w Polsce controllata dai tedeschi.

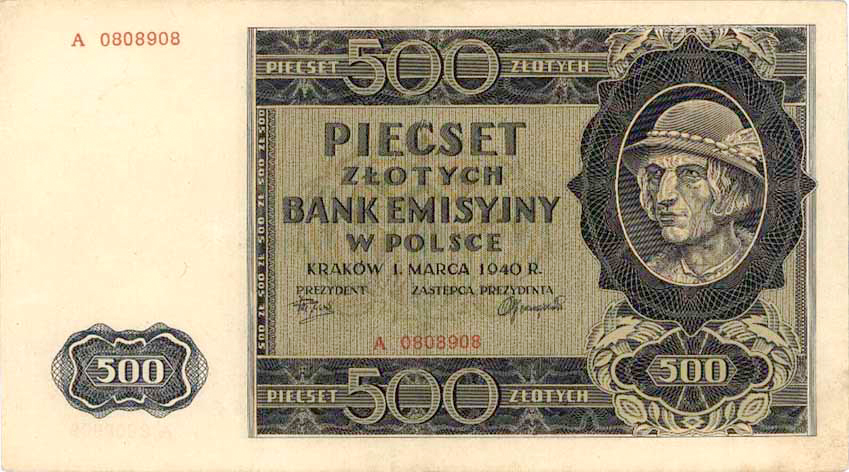
Il cosiddetto Góral - la banconota da 500 złoty utilizzata nei territori del GG

L'ex proprietà statale polacca venne confiscata dal Governatorato Generale (o dalla Germania nazista nei territori annessi). Anche proprietà notevoli d'individui polacchi (es. fabbriche e grandi proprietà terriere) venivano spesso confiscate e gestite da "trust" tedeschi (in tedesco Treuhänder). La popolazione ebraica venne deportata nei ghetti, le loro abitazioni e le loro imprese vennero confiscate dai tedeschi, le piccole imprese vennero talvolta trasferite ai polacchi. Gli agricoltori dovevano fornire grandi contingenti di cibo per i tedeschi e c'erano piani per la nazionalizzazione di tutte le proprietà tranne le più piccole.
L'amministrazione tedesca implementò un sistema di sfruttamento degli ebrei e dei polacchi, che includeva tasse elevate.

## Scorte alimentari
Mentre gli studiosi discutono se dal settembre 1939 al giugno 1941 la fame di massa del popolo ebraico d'Europa sia stato un tentativo di condurre un omicidio di massa, si concorda sul fatto che questa fame abbia ucciso una grande quantità di questa popolazione. Dal 1939 al 1940 ci fu uno spostamento nella quantità di risorse utilizzate dal Governatorato Generale. Ad esempio, nel 1939 vennero utilizzate sette milioni di tonnellate di carbone, ma nel 1940 queste vennero ridotte a quattro milioni di tonnellate di carbone utilizzato dal Generalgouvernement. Questo spostamento era emblematico della carenza di rifornimenti, che privava ebrei e polacchi della loro unica fonte di riscaldamento. Anche se prima della guerra la Polonia esportava enormi quantità di cibo, nel 1940 il Governatorato Generale non era in grado di fornire cibo a sufficienza per il paese, esportando comunque scorte di cibo. Nel dicembre 1939, i comitati di accoglienza polacchi ed ebraici, così come i funzionari locali nativi, tutti all'interno del Governatorato Generale, erano responsabili di fornire cibo e riparo ai polacchi e agli ebrei evacuati. Nel processo di espulsione, l'aiuto fornito ai polacchi e agli ebrei evacuati dal Generalgouvernement era considerato un ramo debole del processo complessivo. Per tutto il 1939, la Reichsbahn fu responsabile di molti altri compiti importanti, tra cui la deportazione di polacchi ed ebrei nei campi di concentramento e la consegna di cibo e materie prime in luoghi diversi. Nel dicembre 1940 vennero deportati 87.833 polacchi ed ebrei, aggiungendo pressione alle diverse amministrazioni che ora erano responsabili di questi deportati. Durante le deportazioni, le persone erano costrette a risiedere sui treni per giorni fino a quando non veniva trovato un posto dove stare. Tra il freddo e la mancanza di cibo, masse di deportati morirono a causa di morti da trasporto causate da malnutrizione, freddo e condizioni di trasporto per di più invivibili.
I prezzi per il cibo al di fuori dei ghetti e dei campi di concentramento dovevano essere fissati a un prezzo ragionevole per allinearli al mercato nero; la fissazione di prezzi a un tasso ragionevole avrebbe garantito che gli agricoltori non vendessero illegalmente i loro raccolti. Se i prezzi fossero stati fissati troppo alti nelle città, c'era la preoccupazione che i lavoratori non sarebbero stati in grado di permettersi il cibo e avrebbero protestato contro i prezzi. A causa dell'inflazione dei prezzi che si stava verificando nel Governatorato Generale, molti luoghi facevano affidamento sul sistema di baratto (scambio di merci con altre merci invece che con denaro). "Introducendo il razionamento nel settembre 1940, il maresciallo Pétain insistette sul fatto che 'ognuno deve assumersi la propria parte di difficoltà comuni.'" C'era chiaramente instabilità alimentare non solo nei ghetti, ma anche nelle città, il che rese tutti consapevoli del razionamento del cibo e causò il peggioramento delle condizioni degli ebrei. Mentre i lavoratori in Norvegia e Francia protestarono contro il nuovo razionamento del cibo, Germania e Regno Unito, dove i cittadini sostenevano gli sforzi bellici, furono più favorevoli al razionamento, quindi fu più efficace. I casi in cui un paese veniva occupato rendevano i cittadini più titubanti riguardo al razionamento del cibo e nel complesso non era altrettanto efficace. Nel dicembre 1941 venne riconosciuto dal Governatorato Generale che affamare gli ebrei a morte era una soluzione economica e conveniente. Nell'agosto 1942, le spedizioni di cibo richieste dal Governatorato Generale al Reich vennero aumentate e si decise che gli 1,2 milioni di ebrei che non stavano portando a termine lavori "importanti per la Germania" non avrebbero più ricevuto cibo. I nazisti conoscevano gli effetti della privazione del cibo del popolo ebraico, eppure esso continuò; l'ultima rivolta contro la razza ebraica fu l'omicidio di massa dovuto alla fame. Il Ministero dell'Alimentazione e dell'Agricoltura amministrava le razioni di cibo nei campi di concentramento.

### Il mercato nero
Durante questo ambiente di scarsità di cibo gli ebrei si rivolgevano al mercato nero per qualsiasi fonte di sostentamento. Il mercato nero fu importante sia all'interno che all'esterno dei ghetti dal 1940 al 1944. Al di fuori dei ghetti, il mercato nero esisteva perché le razioni non erano abbastanza alte da consentire ai cittadini di rimanere in buona salute. Nei ghetti dell'Europa orientale nell'agosto del 1941 la popolazione ebraica riconobbe che se fosse stata costretta a rimanere in questi ghetti alla fine sarebbe morta di fame. Molte persone che erano nei ghetti commerciavano con il mondo esterno per sopravvivere. Gli ebrei erano costretti a risiedere nei ghetti, dove l'economia era isolata e c'erano grandi carenze alimentari, che li mostrò come una fonte di manodopera a basso costo; molti ricevevano cibo acquistato dal lato ariano del muro in cambio del loro lavoro. L'isolamento delle persone costrette nei ghetti causò uno scollamento tra l'acquirente e il venditore, che aggiunse un altro giocatore: l'intermediario del mercato nero. L'intermediario del mercato nero avrebbe realizzato un profitto creando connessioni tra venditori e acquirenti. Mentre la domanda e l'offerta erano anelastiche in questi ghetti, la vendita di questo cibo al mercato nero era estremamente competitiva e fuori dalla portata della maggior parte degli ebrei nei ghetti.

## Politiche di genocidio

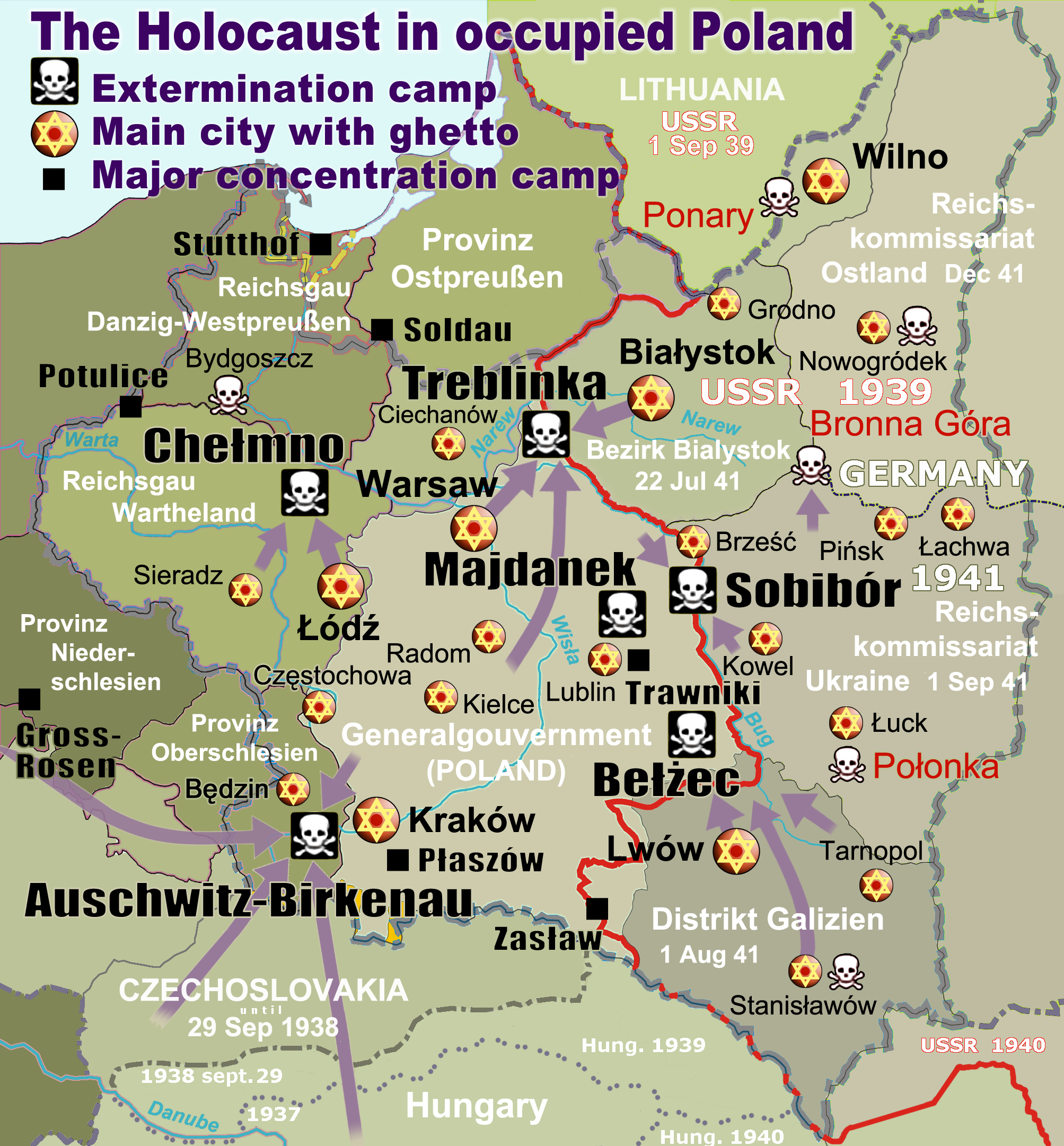
Campi di sterminio nazisti nella Polonia occupata, contrassegnati da teschi bianchi e neri. Governatorato Generale in beige. Campo di sterminio ad Auschwitz (in basso a sinistra) nella vicina nuova provincia tedesca Provinz Oberschlesien

Durante la Conferenza di Wannsee del 20 gennaio 1942, l'SS-Brigadeführer Josef Bühler spinse Heydrich a dare inizio alla "soluzione finale" nel Governatorato Generale. Per quanto lo riguardava, il problema principale del Governatorato Generale era un mercato nero ipersviluppato, che disorganizzava il lavoro dell'autorità. Egli vide un rimedio nella risoluzione, il più veloce possibile, della questione giudaica. Un punto addizionale a favore di questa fu che non esistevano problemi di trasporti nel Governatorato, poiché tutti i beni delle Ferrovie dello Stato polacche (PKP) erano gestite dall'Ostbahn, la Deutsche Reichsbahn con sede a Cracovia, filiale della Generaldirektion der Ostbahn ("Direzione generale della Ferrovie Orientali", Gedob). Ciò rese una rete di treni della morte prontamente disponibile per le SS-Totenkopfverbände.
La nuova operazione Reinhard sarebbe stata un passo importante nella liquidazione sistematica degli ebrei nell'Europa occupata, a cominciare da quelli del governo generale. In pochi mesi, tre campi top-secret vennero costruiti e dotati di camere a gas fisse camuffate da docce, basate sull'Aktion T4, unicamente per uccidere efficacemente migliaia di persone ogni giorno. I tedeschi iniziarono l'eliminazione della popolazione ebraica con il pretesto del "reinsediamento" nella primavera del 1942. I tre campi Reinhard, compreso Treblinka (il più letale di tutti), avevano personale delle SS trasferibile e quasi un progetto identico. Il Governatorato Generale era la sede di quattro dei sette campi di sterminio della seconda guerra mondiale in cui vennero attuate le misure più estreme dell'Olocausto, compreso il campo di concentramento di Majdanek situato nelle vicinanze, il campo di sterminio di Sobibor ed il campo di sterminio di Belzec. Il genocidio delle "razze indesiderate", principalmente milioni di ebrei provenienti dalla Polonia e da altri paesi, venne compiuto mediante gassazione tra il 1942 e il 1944.

## Resistenza
La Resistenza all'occupazione tedesca iniziò quasi subito, anche se non c'è molto terreno in Polonia adatto alle operazioni di guerriglia. Diverse piccole truppe dell'esercito supportate da volontari combatterono fino alla primavera del 1940, ad es. sotto il maggiore Henryk Dobrzański, dopo di che cessarono a causa delle esecuzioni tedesche di civili come rappresaglia.

Bandiera dellArmia Krajowa

La principale forza di resistenza fu l'Esercito Nazionale (in polacco: Armia Krajowa o AK), leale al governo in esilio a Londra. Era formato principalmente dai resti dell'esercito polacco del periodo pre-bellico assieme a molti volontari. Altre forze operavano al loro fianco, come i comunisti dell'Armata del Popolo (Armia Ludowa o AL), supportata dall'Unione Sovietica e controllata dal Partito Comunista Polacco. Per il 1944 l'AK aveva qualcosa come 200 000 uomini, anche se poche armi. Durante l'occupazione, l'AK uccise circa 150 000 soldati tedeschi. L'AL aveva il 5% dell'organico dell'AK.

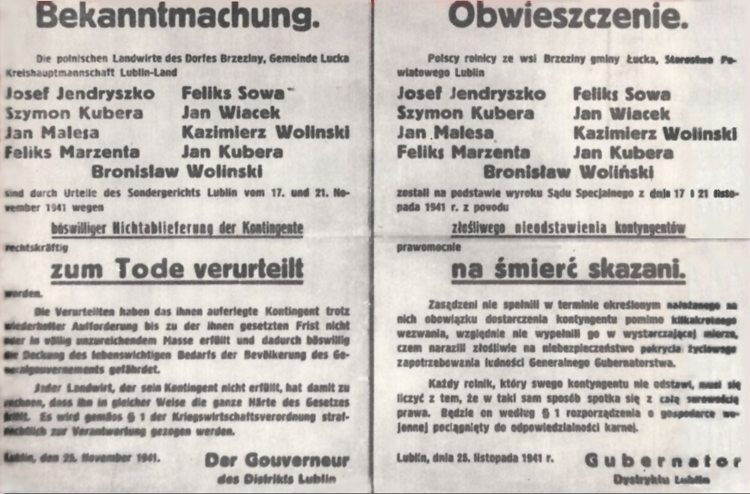
Annuncio tedesco dell'esecuzione di 9 contadini polacchi per contingenti non ammobiliati (quote). Firmato dal governatore del distretto di Lublino il 25 novembre 1941.

Nell'aprile 1943 i tedeschi cominciarono a deportare gli ebrei rimasti dal ghetto di Varsavia, provocando la rivolta del ghetto di Varsavia, dal 19 aprile al 16 maggio. Quella fu la prima sollevazione armata contro i tedeschi in Polonia, e prefigurò la più grossa rivolta di Varsavia del 1944.
Nel luglio 1944, mentre le forze armate sovietiche si avvicinavano a Varsavia, il governo in esilio sollecitò una rivolta nella città, di modo da poter tornare in una Varsavia liberata e prevenire una presa di potere dei comunisti. L'AK, guidato da Tadeusz Komorowski, lanciò la Rivolta di Varsavia il 1º agosto in risposta al suo governo e anche alle promesse di aiuto dei sovietici e degli alleati. Comunque, il supporto sovietico non arrivò mai, anche se l'Armata Rossa era a meno di 30 km di distanza, e il rifiuto sovietico di concedere le proprie basi aeree agli apparecchi britannici e statunitensi prevenne qualsiasi possibilità di supporto aereo o rifornimento agli insorti da parte degli alleati occidentali. Dopo 63 giorni di combattimenti i capi della rivolta si accordarono per una resa condizionata alla Wehrmacht. Ai 15 000 soldati rimasti dell'Esercito nazionale venne garantito lo status di prigionieri di guerra (prima dell'accordo i ribelli catturati venivano uccisi), e la restante popolazione di 180 000 civili venne espulsa ed eliminata nei campi di sterminio ancora attivi.

## Educazione
Tutte le università all'interno del Governatorato Generale vennero smantellate. Un gran numero di professori venne imprigionato durante il Sonderaktion Krakau.
I tedeschi saccheggiarono i musei polacchi. Molte delle opere d'arte andarono perdute. I tedeschi bruciarono un certo numero di biblioteche di Varsavia, tra cui la Biblioteca nazionale polacca, distruggendo circa 3,6 milioni di volumi.
Hans Frank era un appassionato giocatore di scacchi, quindi organizzò il Torneo di scacchi del Governatorato Generale. Solo i tedeschi potevano esibirsi in eventi sportivi. Circa 80 squadre di calcio giocarono in quattro divisioni distrettuali.

## La fine
Quando i sovietici avanzarono attraverso la Polonia alla fine del 1944, il Governatorato Generale crollò. Le truppe americane catturarono Hans Frank, che aveva governato la regione, nel maggio 1945; divenne uno degli imputati al processo di Norimberga. Durante il processo tornò a praticare il cattolicesimo ed espresse pentimento. Frank consegnò quaranta volumi dei suoi diari al Tribunale; molte prove contro di lui ed altri vennero raccolte da essi. Venne giudicato colpevole di crimini di guerra e crimini contro l'umanità. Il 1º ottobre 1946 venne condannato a morte per impiccagione. La sentenza venne eseguita il 16 ottobre.